# Gフォース・GF05

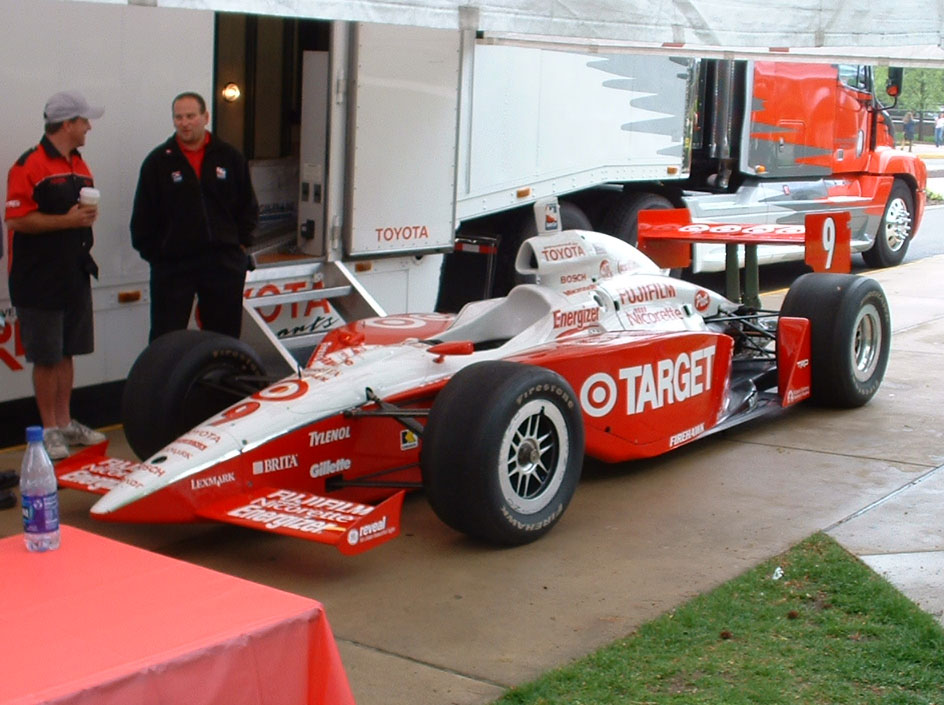
ターゲット・チップ・ガナッシ・レーシング仕様

Gフォース・GF05（G-Force GF05）は、アメリカのレーシングカーコンストラクター、エラン・モータースポーツ・テクノロジーズがパノスに開発・製造したフォーミュラカーで、パノスに買収される前にGフォースがインディ・レーシング・リーグで使用するため独自に開発・製造を行っていた。Gフォースは、再び第2世代IRLカーの製造元となり、2000年のインディ500で、チップ・ガナッシ・レーシングのファン・パブロ・モントーヤが再び優勝したことで有名になり、エランは2002年にGフォースを買収し、シャシー製造は最終年に向けてブレイセルトンに移設された。2000年から2002年まで、インディカー・シリーズで使用された。